# Johnny Cash
John R. Cash, detto Johnny (Kingsland, 26 febbraio 1932 – Nashville, 12 settembre 2003), è stato un cantautore e chitarrista statunitense.
Soprannominato The Man in Black per la sua preferenza nel vestire abiti neri, Johnny Cash è ritenuto uno dei più influenti cantautori del XX secolo oltre ad essere uno dei più popolari, con vendite stimate di oltre 100 milioni di dischi in tutto il mondo.
Nella sua carriera si è imposto come una delle figure più rappresentative nell'ambito della cultura di massa statunitense e ha inoltre spaziato in numerosi altri campi oltre a quello musicale, tra i quali la poesia, la scrittura e il cinema.
Cash era una figura atipica nella musica popolare statunitense del XX secolo; pur essendo un cristiano dalle convinzioni evangeliche tradizionali e assiduo cantante gospel, in particolare assieme al suo gruppo i The Statler Brothers, egli era rispettato e riverito sia da icone della cultura alternativa che da importanti figure della cultura dominante.
Assieme al suo gruppo di supporto, i The Tennessee Three, Cash si impose come il principale "cantastorie" della sua epoca, incidendo numerosi brani di grande successo tra i quali I Walk the Line, Folsom Prison Blues, Ring of Fire, Get Rhythm, Man in Black e The Man Comes Around.
Sebbene sia principalmente ricordato come un'icona della musica country, il suo repertorio comprendeva generi quali rock and roll, rockabilly, blues, folk, talking blues e gospel. Questa poliedricità di stili valse a Cash il raro onore di essere introdotto contemporaneamente nella Country Music Hall of Fame, nella Rock and Roll Hall of Fame e nella Gospel Music Hall of Fame.
Nonostante l'immagine austera e autorevole, incise anche alcuni pezzi dal taglio umoristico come One Piece at a Time e A Boy Named Sue; duetti con la futura moglie June Carter e, nell'ultima parte di carriera, sorprendenti reinterpretazioni di brani di artisti rock contemporanei, come Hurt dei Nine Inch Nails o Personal Jesus dei Depeche Mode, Rusty Cage dei Soundgarden, One degli U2. e Bridge over Troubled Water di Simon e Garfunkel.
Cash fu anche conduttore del programma televisivo musicale The Johnny Cash Show, in onda dal 1969 al 1971 con numerosi ospiti d'eccezione tra i quali Bob Dylan, Tom Jones, Louis Armstrong e numerosi altri.

## Biografia

### Infanzia e giovinezza

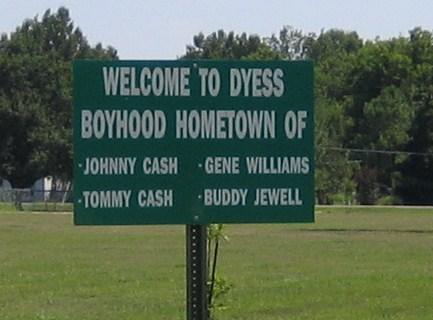
Benvenuti a Dyess, città di Johnny Cash

Nato quarto di sette figli (oltre a lui: Jack, per la cui tragica morte Johnny soffrirà molto, Joanne, Louise, Reba, Roy, e Tommy, anche quest'ultimo artista country di successo) da Ray Cash (1897-1985) e Carrie Cloveree (1904-1991) da una numerosa e povera famiglia contadina dell'Arkansas, Cash aiuta da bambino i genitori nella coltivazione del cotone in un piccolo appezzamento di terreno fornito dal governo in seguito al New Deal a Dyess (Arkansas). Cash riferirà di avere sangue indiano nelle vene, fatto mai provato.
Nel 1944, l'amato fratello maggiore Jack Cash resta ucciso in un incidente con una motosega all'età di quindici anni. Il padre, distrutto dal dolore, arriverà a incolpare Johnny dell'accaduto, dicendogli che avrebbe preferito fosse morto lui. L'evento lo porta a una sempre maggiore introspezione, introducendolo al piacere di scrivere storie e, soprattutto, di suonare la chitarra. Si appassiona alla musica attraverso i canti della chiesa e l'ascolto della musica country e blues alla radio.
Il 7 luglio 1950 si arruolò nell'United States Air Force e effettuò il servizio alla Lackland Air Force Base e poi alla Brooks Air Force Base, sempre in Texas. A San Antonio (Texas) venne assegnato all'United States Air Force Security Service con il compito di intercettare le informazioni morse trasmesse dai sovietici; nel frattempo conobbe Vivian Liberto, all'epoca studentessa liceale conosciuta il 18 luglio 1951. Compie una parte del servizio militare in Germania a Landsberg am Lech (Baviera) dove acquista una chitarra e inizia ad imparare a suonarla da autodidatta e fonda il suo primo gruppo, The Landsberg Barbarians. In quel periodo terrà una fitta corrispondenza con Vivian, che sposerà il 7 agosto 1954, dopo il congedo ottenuto il 3 luglio 1954. Il matrimonio finirà nel 1967 a causa dei problemi legati alla dipendenza dalle droghe di Cash e del suo comportamento libertino. Dal matrimonio con Vivian Liberto ebbe quattro figli (Rosanne, Kathy, Cindy e Tara).
Leggenda vuole che il giovane Cash abbia scatenato una furibonda rissa in un ufficio postale di Memphis a causa di una sgarbata risposta ricevuta dall'impiegato delle poste.

### Primo contratto con la Sun Records

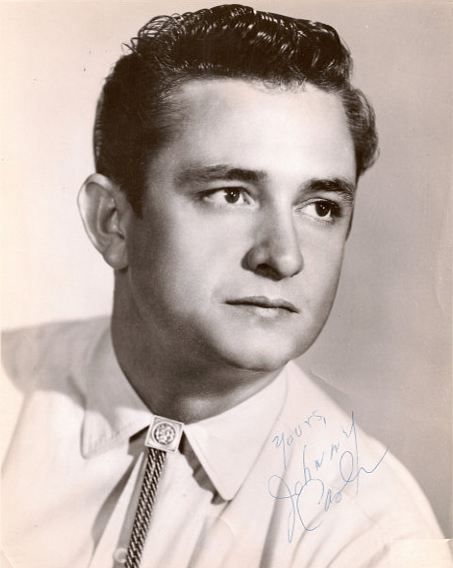
Johnny Cash a inizio carriera in una foto pubblicitaria della Sun Records

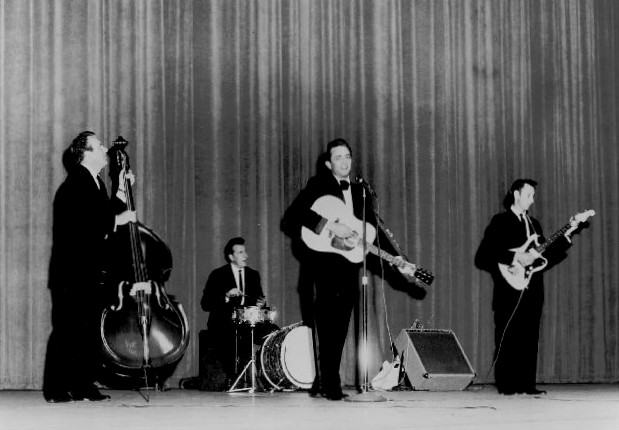
Johnny Cash and the Tennessee Three nel 1961

Nel 1954, Cash e Vivian si trasferiscono a Memphis, Tennessee, dove Johnny vende elettrodomestici porta a porta mentre studia per diventare annunciatore radiofonico. Alla sera si ritrova con il chitarrista Luther Perkins e con il bassista Marshall Grant per suonare gospel in sessioni informali. Insieme a Perkins e Grant forma la band "Johnny Cash and the Tennessee Two", successivamente ribattezzati "Tennessee Three" dopo l'arrivo del batterista W.S. Holland. Ottiene il primo contratto discografico nel 1955 con la Sun Records di Memphis, per cui incide i primi singoli, tra cui Cry! Cry! Cry! (sua prima incisione) e Folsom Prison Blues che contiene il celebre verso: «I shot a man in Reno, just to watch him die» ("Sparai ad un uomo a Reno, solo per vederlo morire"). Nel 1957 è il primo solista dell'etichetta Sun a pubblicare un long playing, Johnny Cash with His Hot and Blue Guitar. La sua voce basso-baritonale, profonda nonostante la giovane età, lo stile di scrittura che pur restando ancorato alla tradizione country, riusciva ad interessare anche il pubblico del rock and roll grazie a sonorità spesso vicine al rockabilly e a testi che trattavano di contrasti generazionali, amori impossibili e malinconici e ribelli senza causa, ne decretano il successo in patria che esplode clamoroso.

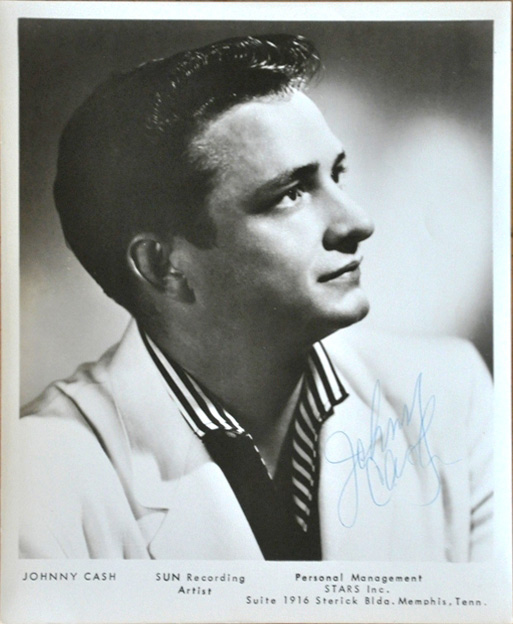
Johnny Cash nel 1955

Il 4 dicembre 1956, qualche tempo dopo il suo passaggio alla RCA Records, Elvis Presley si recò a salutare il produttore Sam Phillips ai Sun Studio mentre Carl Perkins stava registrando nuove canzoni, con Jerry Lee Lewis che lo accompagnava al pianoforte. Anche Cash si trovava nello studio e i quattro diedero inizio ad una jam session improvvisata. Phillips non si lasciò scappare l'occasione di registrare la sessione che riuniva insieme le quattro giovani stelle e le registrazioni, circa metà delle quali consistevano in esecuzioni di brani gospel, furono pubblicate anni dopo con il titolo Million Dollar Quartet. Dalle registrazioni, della durata complessiva di circa 70 minuti, la voce di Johnny Cash non è quasi mai riconoscibile; alcune fonti dicono perché Cash abbandonò quasi subito la seduta ma lo stesso Cash, nella sua autobiografia, afferma di essere stato presente a tutta la registrazione ma di aver cantato lontano dal microfono e in una tonalità più alta del suo solito per accordarsi a quella di Elvis.
Nel 1960 il passaggio alla Columbia dove incide un album gospel, Hymns by Johnny Cash, progetto che aveva in mente di realizzare alla Sun Records ma che Phillips gli aveva sconsigliato. Il successo ha un impatto devastante sulla sua fragile psiche: la frenetica attività porta Cash a fare uso di stimolanti e anfetamine per reagire allo stress dei tour e di conseguenza a sonniferi per riuscire a dormire. Non capiterà di rado che il musicista debba annullare numerosi concerti a causa di questi abusi. A ciò si aggiungono problemi familiari, dipendenza da droghe e guai giudiziari.

### Immagine da "ribelle fuorilegge"

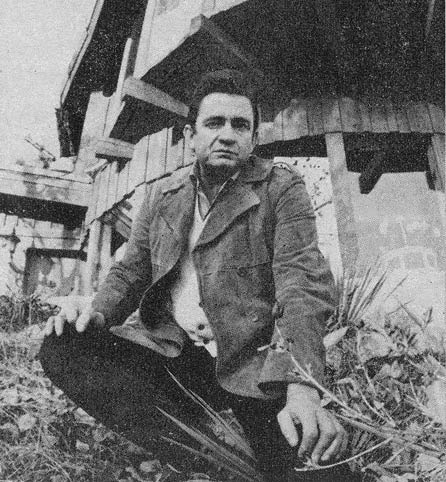
Johnny Cash nel 1969

Con il procedere della carriera negli anni cinquanta, Cash iniziò a bere alcolici in maniera smodata e sviluppò una dipendenza da anfetamine e barbiturici. Per un breve lasso di tempo, divise un appartamento a Nashville con Waylon Jennings, anch'egli dipendente dalle anfetamine. Cash ricorreva alle anfetamine per restare sveglio durante le tournée e per sopportare gli stressanti ritmi del mondo del music business. Conoscenti ed amici scherzavano circa il suo comportamento "nervoso" ed "erratico", ma ignoravano che dipendesse dal crescente consumo di droghe.
Anche se si trovava spesso in uno stato di perdita del controllo, la frenetica creatività di Cash in questo periodo non subì rallentamenti e gli fornì diversi successi da classifica. La sua versione di Ring of Fire raggiunse la vetta delle classifiche country ed entrò nella Top 20 dei singoli pop statunitensi.
Nel giugno 1965, il suo camper prese fuoco mentre si trovava a pesca con il nipote Damon Fielder in California, e l'incendio bruciò circa 283 ettari di parco e quasi lo uccise. Cash dichiarò che l'incendio era scaturito da un guasto meccanico al tubo di scappamento del camper, ma le autorità locali lo accusarono di aver incautamente acceso un fuoco per riscaldarsi e che la situazione gli fosse sfuggita di mano. Venne condannato a pagare una multa di 125.172 dollari poi ridotta a 82.001 dollari.

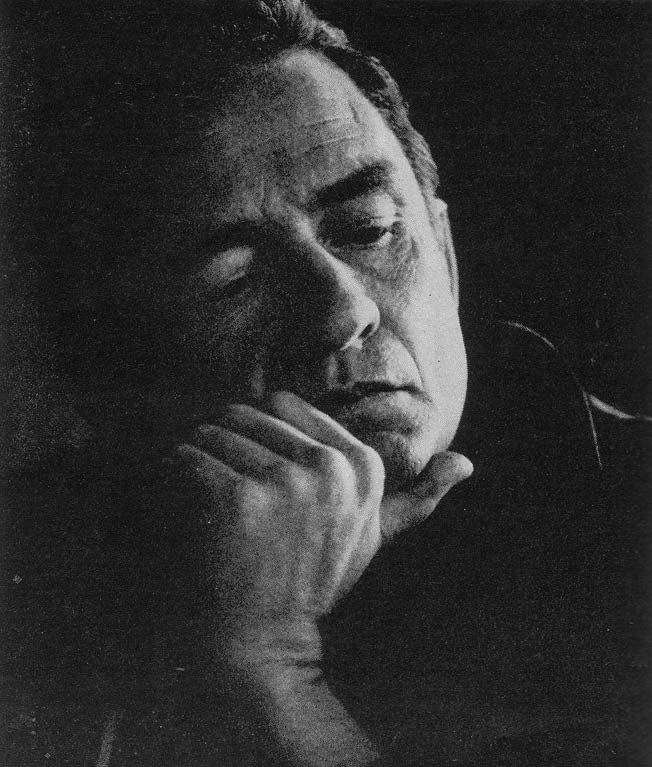
Johnny Cash nel 1969

Sebbene Cash coltivasse consapevolmente la propria "romantica immagine da fuorilegge", non scontò mai una pena detentiva in carcere. Finì in cella per ubriachezza molesta o possesso di droga svariate volte, ma non ci rimase mai più di una notte. Il problema più grave con la legge lo ebbe durante il tour del 1965, quando il 4 ottobre venne arrestato dalla squadra narcotici a El Paso (Texas). Gli agenti sospettavano che stesse importando eroina dal Messico, invece gli trovarono 688 pastiglie di Dexedrina (anfetamine) e 475 tavolette di Equanil (sedativi e tranquillanti) nascoste nella custodia della chitarra. Gli agenti della dogana federale lo arrestarono e lo rinchiusero nel carcere locale. Il giorno dopo Cash apparve di fronte al giudice e fu accusato di aver intenzionalmente introdotto droga nel Paese. Fu rilasciato dietro pagamento di una cauzione di 1,500 dollari in attesa del processo. Dopo l'udienza in tribunale venne scortato con le manette ai polsi da due poliziotti in borghese, un fotografo scattò una foto e Cash gli sferrò un calcio dalla rabbia. Due mesi dopo, si ripresentò a El Paso per dichiararsi colpevole di detenzione illegale di droghe.
Un secondo arresto avvenne l'11 maggio 1965 a Starkville, Mississippi, per vagabondaggio ed essere entrato in una proprietà privata senza autorizzazione, nell'atto di cogliere fiori di notte nel giardino di una abitazione privata (l'incidente in questione gli fornì l'ispirazione per la canzone Starkville City Jail). Nella metà degli anni sessanta, la sua dipendenza dalle droghe raggiunse l'apice, e il conseguente comportamento distruttivo portò al divorzio dalla prima moglie che lo accusò di "crudeltà mentale".
L'ultimo arresto subito da Johnny Cash ebbe luogo nel 1967 a Walker County, Georgia, dopo che era rimasto coinvolto in un incidente d'auto mentre trasportava una borsa piena di tranquillanti. Cash cercò di corrompere l'agente di polizia accorso sul posto, che però rifiutò il denaro e lo arrestò per tentata corruzione di un pubblico ufficiale. Trascorse la notte in carcere a LaFayette (Georgia), venendo rilasciato il giorno seguente dopo una "ramanzina" da parte dello sceriffo locale circa i pericoli delle sostanze stupefacenti e su quanto stesse sprecando il suo talento.

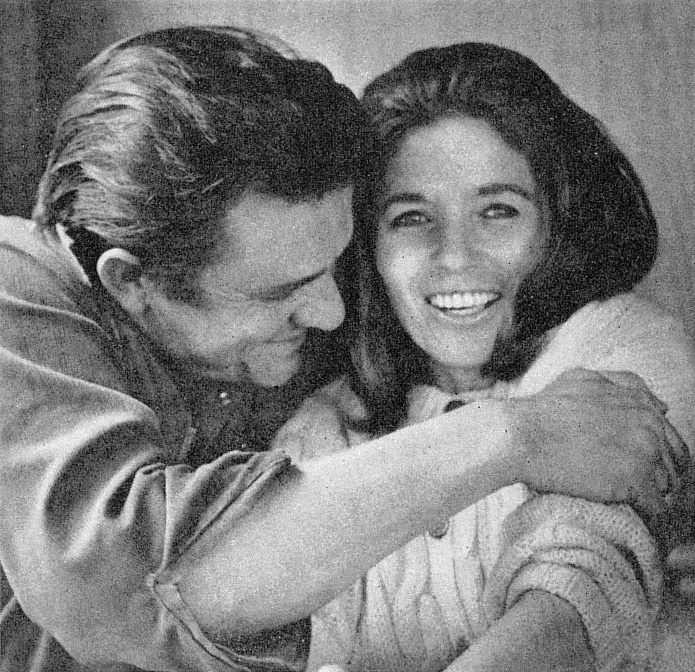
Johnny Cash con la sua seconda moglie June Carter

Nel 1968, dopo aver tentato il suicidio mentre era sotto l'effetto della droga, ebbe una sorta di "risveglio spirituale" e decise di farla finita con pillole ed alcol. Nel tentativo di disintossicarsi gli fu d'aiuto la vicinanza di June Carter, con la quale si sposò il 1º marzo 1968, e della di lei famiglia.
Nello stesso periodo riscoprì anche la propria fede in Dio, frequentando assiduamente la chiesa del reverendo Jimmie Rodgers Snow (figlio della leggenda country Hank Snow) a Nashville. Secondo l'amico di lunga data Marshall Grant, nel 1968 Cash non smise completamente di assumere droghe, tuttavia ridusse di molto il consumo delle stesse e, a partire dal 1970, restò "pulito" per sette anni di fila. Nel 1977 ricadde nel consumo di anfetamine e nel 1983, divenuto nuovamente tossicodipendente, si ricoverò nella Clinica Betty Ford per disintossicarsi. Restò in seguito fuori dalla droga per alcuni anni, ma nel 1989 dovette ancora ricoverarsi al "Cumberland Heights Alcohol and Drug Treatment Center" di Nashville.

### Concerti in prigione e matrimonio con June Carter

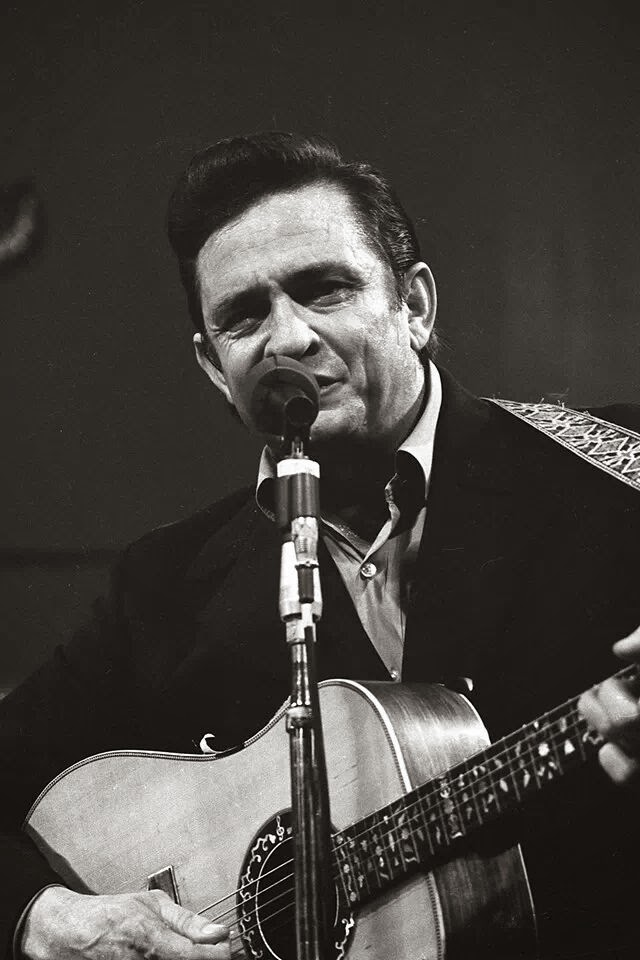
Johnny Cash durante il concerto a San Quintino

Verso la fine degli anni sessanta si trasferisce a Nashville, dove tenta di cambiare vita e dove sposa nel 1968 June Carter, che nel 1963 aveva scritto insieme a Merle Kilgore la canzone Ring of Fire, brano poi registrato da Anita Carter, sorella di June. Cash l'ascoltò e dichiarò in una radio che se entro sei mesi dall'uscita non avesse riscosso il meritato successo l'avrebbe reinterpretata e modificata in quanto riteneva che la canzone fosse molto pregevole. Ring of Fire è oggi ritenuto uno dei suoi più grandi successi. Due anni più tardi la coppia avrà un figlio, John Carter Cash.
La versatilità nell'interpretare ballate, gospel, blues, country e rockabilly e l'incisività delle sue composizioni, ispirate alla vita e al lavoro quotidiano, fanno di Cash un vero e proprio punto di congiunzione tra la tradizione, il country moderno e il pop commerciale.
A quegli anni risale la collaborazione con il cantante Bob Dylan, nata da stima e ammirazione reciproca, con cui incide 20 canzoni che appariranno nel bootleg Big River, The Nashville Session tra cui il brano Girl from the North Country che apparirà nell'LP Nashville Skyline di Dylan.
Nel biennio 1968-1969 pubblica i celebri album Johnny Cash at Folsom Prison (1968) e Johnny Cash at San Quentin (1969). Entrambi gli album dal vivo, registrati all'interno di carceri di massima sicurezza di fronte a un pubblico di detenuti, riscuotono enorme successo di critica e pubblico. At San Quentin include il singolo di successo A Boy Named Sue, che raggiunge la vetta della classifica country e la seconda posizione nella classifica pop statunitense. La versione della canzone pubblicata su singolo venne censurata eliminando alcuni termini ritenuti "sconvenienti". Dal punto di vista commerciale, nel 1969 Cash eclissa addirittura i Beatles negli Stati Uniti vendendo 6.5 milioni di copie di dischi. Nel 1972 Cash si esibisce nella prigione di Österåker in Svezia. L'album live På Österåker viene pubblicato nel 1973, ma non riscuote il successo dei suoi predecessori. Nel 1976, un ulteriore concerto in carcere, questa volta presso la "Tennessee Prison", viene filmato per la trasmissione televisiva. Il concerto verrà pubblicato postumo dopo la morte di Cash con il titolo A Concert Behind Prison Walls nel 2003.

### The Johnny Cash Show

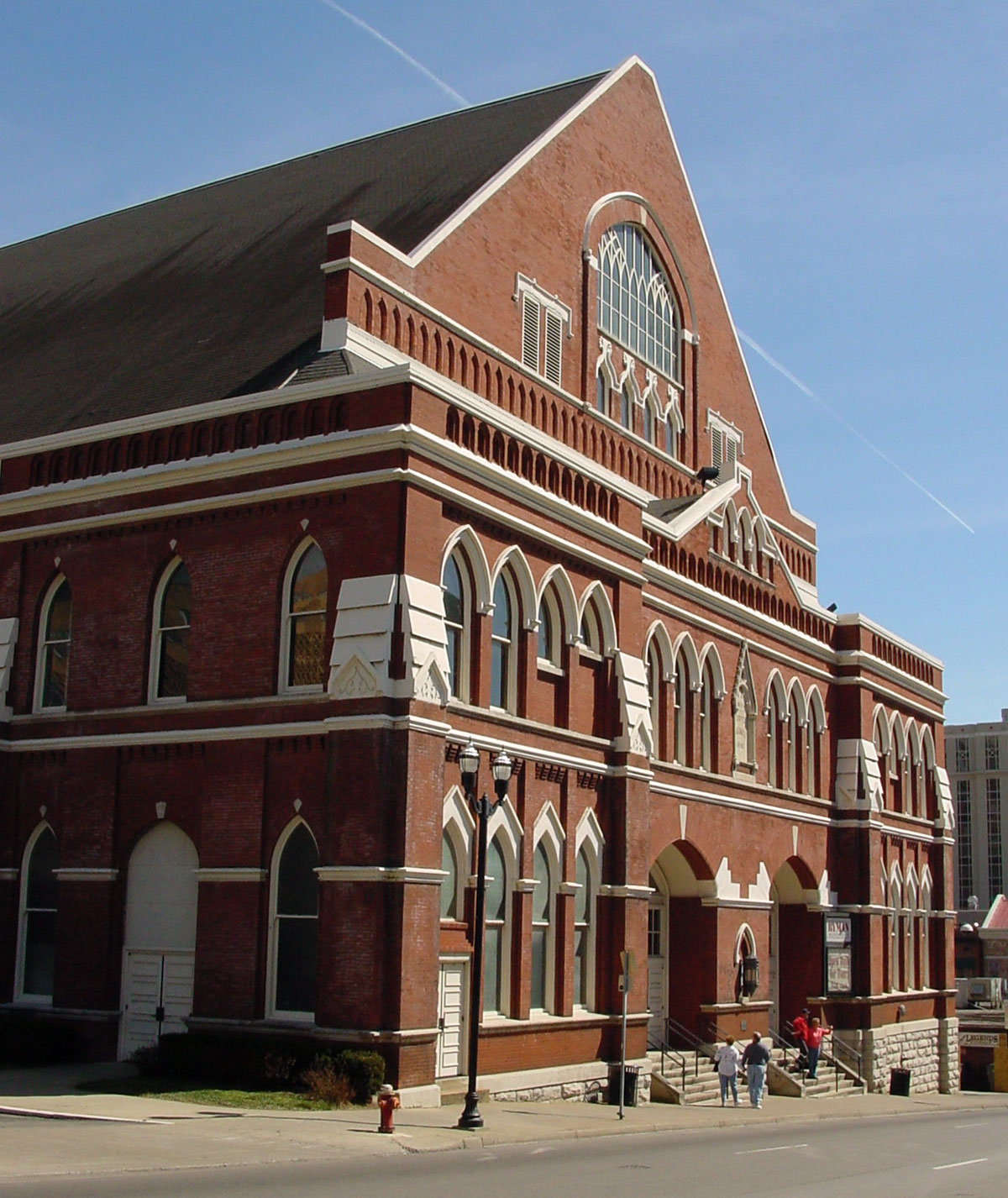
Il Ryman Auditorium, sede storica del Grand Ole Opry, dove ebbero luogo le riprese del Johnny Cash Show dal 1969 al 1971

Dal 1969 al 1971, Cash conduce il suo personale show televisivo, il Johnny Cash Show, sul canale ABC. In ogni puntata aprono per lui gli Statler Brothers; la Carter Family e la leggenda rockabilly Carl Perkins sono anch'essi parte dell'abituale entourage del programma. Inoltre, puntata dopo puntata, Cash invita allo show svariati nomi celebri del music business in qualità di ospiti, inclusi Neil Young, Stevie Wonder, Louis Armstrong, Neil Diamond, Joni Mitchell, Kenny Rogers (che partecipa quattro volte), James Taylor, Ray Charles, Roger Miller, Roy Orbison, Derek and the Dominos, e Bob Dylan. Durante questo periodo, contribuisce alla colonna sonora del film Lo spavaldo (Little Fauss and Big Halsy), nel quale recitano Robert Redford, Michael J. Pollard, e Lauren Hutton. The Ballad of Little Fauss and Big Halsey, scritta da Carl Perkins per il film, riceve una nomination ai Golden Globe.

Altro artista che beneficiò dell'esposizione mediatica allo show fu Kris Kristofferson, che all'epoca stava iniziando a farsi un nome come cantautore. Durante un'esecuzione dal vivo del pezzo di Kristofferson Sunday Mornin' Comin' Down, Cash si rifiutò di cambiare le parole del testo come da indicazione dei dirigenti del network, e cantò il brano senza omettere i riferimenti alla marijuana: 
I'm wishin', Lord, that I was stoned.»
In questo periodo Cash inizia a modificare il proprio aspetto, smette di imbrillantinarsi i capelli e se li cotona; inoltre comincia ad indossare completi meno sobri ed austeri diversificando il suo guardaroba in funzione della nuova veste di star televisiva.
Lo show venne cancellato nel 1971. L'ultima puntata andò in onda il 31 marzo. Nonostante i risultati più che dignitosi, il programma venne cancellato perché la ABC, su pressione degli sponsor, era alla ricerca di un pubblico maggiormente sofisticato, e decise di focalizzare l'attenzione su show dall'ambientazione più giovane, moderna ed urbana. Per fare spazio a queste nuove produzioni, tutti i programmi a tema campestre furono cancellati in contemporanea. L'operazione divenne nota con il nome "purga rurale".

### "The Man in Black"

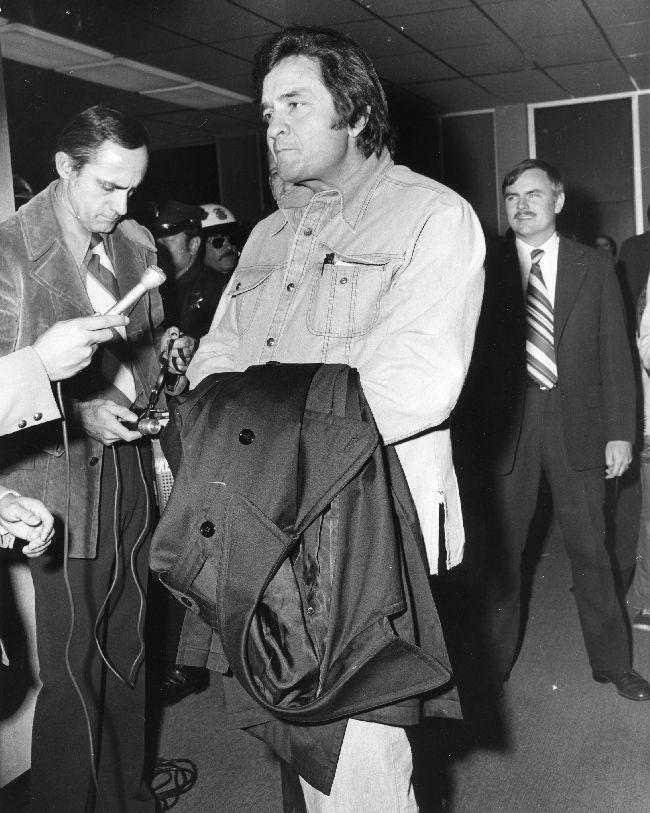
Johnny Cash negli anni settanta

All'inizio degli anni settanta, "cristallizzò" la propria immagine pubblica come "The Man in Black" ("l'uomo in nero"). Nei concerti si esibiva regolarmente vestito di nero, indossando un lungo cappotto anch'esso nero. Questo modo di vestire era in netto contrasto con gli sgargianti costumi colorati e i cappelli da cowboy indossati dalla maggior parte dei cantanti country dell'epoca. Nel 1971 scrisse a proposito la canzone Man in Black, per spiegare il suo stile d'abbigliamento:
Livin' in the hopeless, hungry side of town,

I wear it for the prisoner who has long paid for his crime,

Che vivono nel lato disperato ed affamato della città,

Lo indosso per il detenuto che ha a lungo pagato per il suo crimine,

Ma è lì, perché è una vittima dei tempi.»
(Man in Black, Johnny Cash)
A parte le ragioni politiche, Cash disse anche che semplicemente gli piaceva il nero e che era il colore più pratico da indossare sul palco, soprattutto quando si esibiva spesso in chiesa agli inizi di carriera.
Nel 1971 interpreta A Gunfight, (Quattro tocchi di campana), film western con Kirk Douglas; poi partecipa a The Gospel Road, pellicola imperniata sulla figura di Gesù Cristo e compare nella serie televisiva del Tenente Colombo con Peter Falk in un memorabile episodio dal titolo Swan Song (in italiano Il canto del cigno), dove impersona un cantante country-folk dal nome Tommy Brown che ha molto della sua biografia. Qualcuno disse: Tommy Brown "è" Johnny Cash.

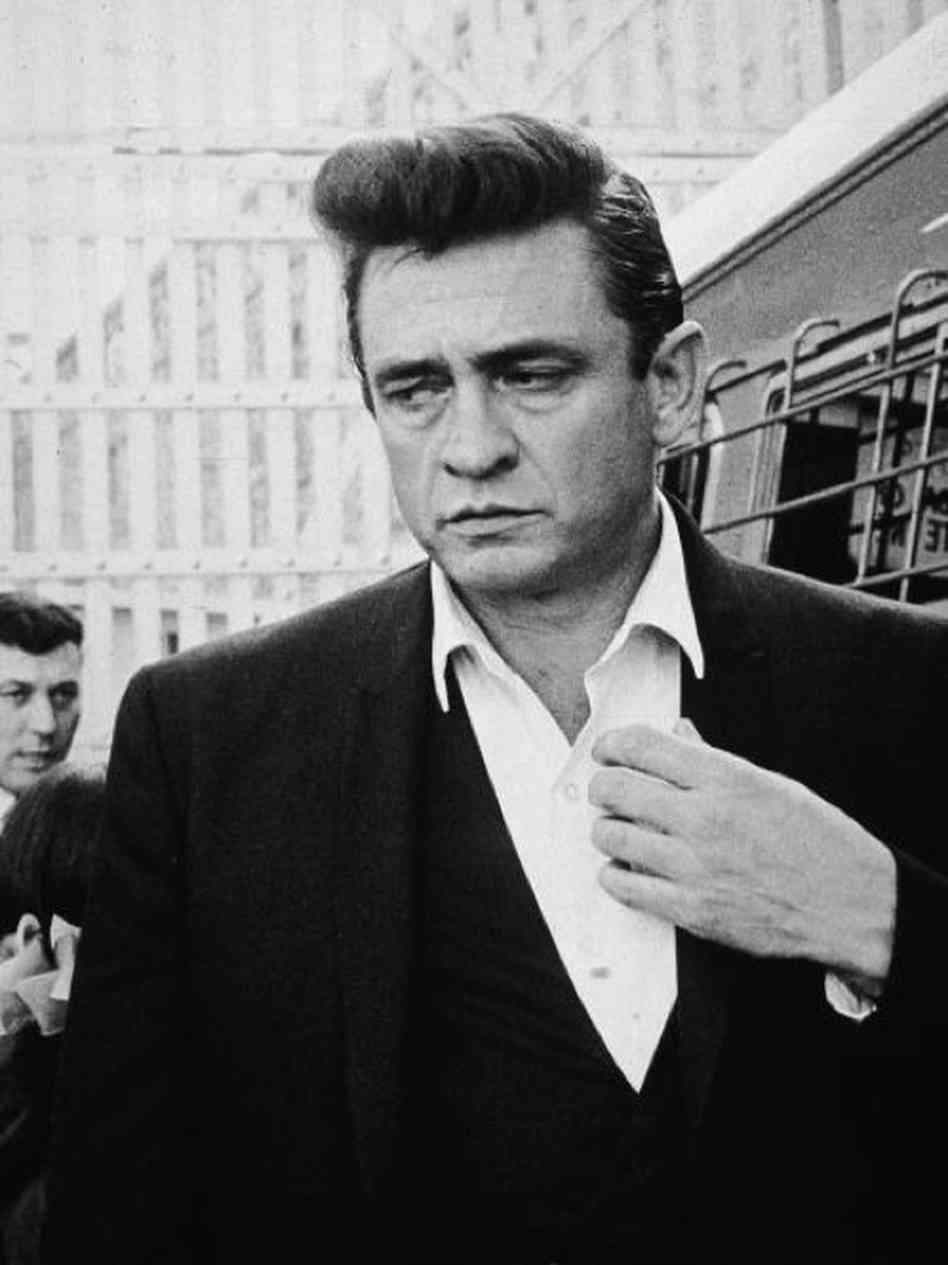
Johnny Cash nel 1970

- Johnny Cash nel 1970Anche la produzione musicale è di alto livello e mantiene Cash ai vertici delle classifiche con album come What Is Truth, Man in Black e Flesh and Blood.

Pubblica un'autobiografia nel 1975, Man in Black, che ottiene una vendita di 1 300 000 copie (una seconda autobiografia compare nel 1998, Cash: The Autobiography).
Sul finire degli anni settanta, la popolarità di Cash e il numero dei suoi successi iniziarono a diminuire.
Grazie alla sua amicizia di lunga data con il predicatore Billy Graham, fu questo un periodo di grande fervore religioso per Cash nel quale egli continuò a proporre regolarmente brani gospel e canzoni religiose durante i concerti e in molti dei suoi dischi dell'epoca, sebbene nel 1979 la Columbia si rifiutò di pubblicare il doppio album gospel A Believer Sings the Truth, che finì per essere distribuito dalla Cachet Records, etichetta sussidiaria della Columbia.
Anche se il suo show era stato cancellato dalla programmazione nel 1971, Cash continuò ad apparire in televisione, presentando speciali natalizi sulla CBS fino agli inizi degli anni ottanta. Nel corso degli anni stabilì rapporti di amicizia con svariati presidenti in carica degli Stati Uniti, da Richard Nixon e Jimmy Carter, a Ronald Reagan e George W. Bush.
Quando venne invitato alla Casa Bianca per la prima volta nel 1970, i collaboratori di Nixon gli chiesero di suonare Okie from Muskogee (una canzone satirica di Merle Haggard sulla gente che biasimava i movimenti giovanili antimilitaristi), Welfare Cadillac (di Guy Drake), e A Boy Named Sue. Cash accettò di eseguire solo quest'ultima, ed aggiunse invece The Ballad of Ira Hayes (brano che racconta la storia di un nativo americano veterano di guerra disprezzato al suo ritorno a casa in Arizona), What Is Truth e Man in Black.
Nel 1973 pubblica il disco The Gospel Road, una colonna sonora per il film The Gospel Road: The Story of Jesus.

### Declino artistico e fisico

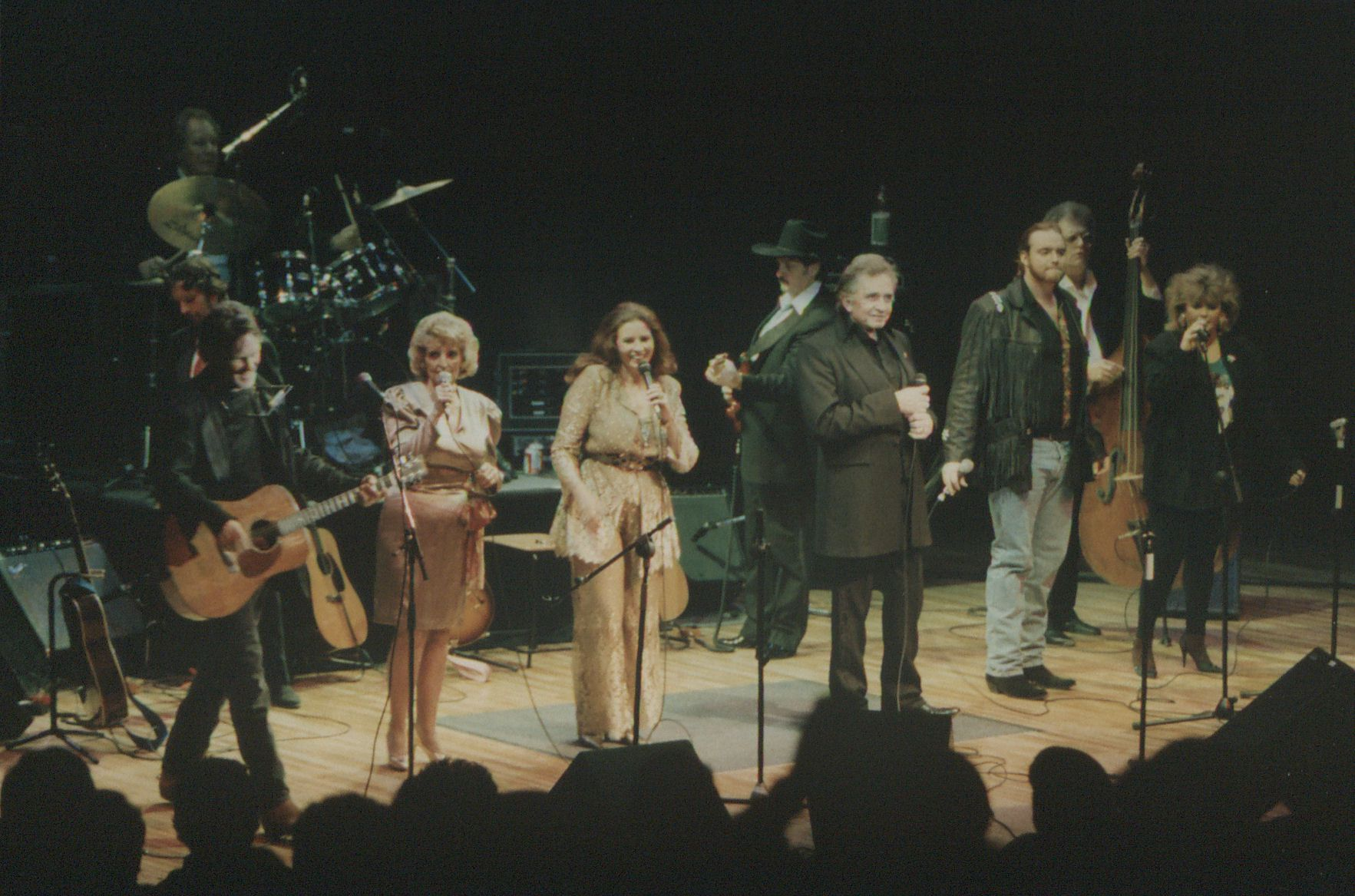
Johnny in concerto con Kris Kristofferson alla University Concert Hall di Limerick nel 1993

Nel 1980, all'età di 48 anni diviene l'artista vivente più giovane ad essere introdotto nella Country Music Hall of Fame, ma negli anni ottanta ha inizio il declino artistico, nonostante lo circondi la stima di colleghi e appassionati: resta comunque in classifica specialmente con l'album Johnny 99, album di cover che include due brani di Bruce Springsteen tra cui Johnny 99, da cui il titolo.

Nel 1984 pubblica un'autoparodia di se stesso con la canzone The Chicken in Black, che narra la storia del cervello di Cash che viene trapiantato in un pollo mentre lui in cambio riceve quello di un rapinatore di banche di nome Manhattan Flash. Nel 1988 avrebbe poi ammesso a Bill Flanagan della rivista Musician che la canzone non era stata gradita neanche dal sottoscritto: 
(Johnny Cash)
Il biografo Robert Hilburn, nel libro Johnny Cash: The Life del 2013 smentisce però l'ipotesi che Cash abbia scelto intenzionalmente di incidere una canzone così ridicola come forma di protesta per il trattamento che stava ricevendo dalla sua casa discografica storica, la Columbia. Al contrario, Hilburn avanza l'ipotesi che sia stata la Columbia stessa a proporre la canzone a Cash, che memore dei successi precedenti ottenuti con brani dai risvolti comici come A Boy Named Sue e One Piece at a Time, accettò entusiasticamente, suonando la canzone dal vivo e girando un videoclip comico dove appare vestito da supereroe rapinatore di banche. Sempre secondo Hilburn, l'entusiasmo di Cash per il brano sfumò quando Waylon Jennings gli disse che sembrava un "buffone" nel video, e quindi Cash chiese alla Columbia di ritirare il video e il singolo dai negozi.

Tra il 1981 e il 1984, registrò numerose sessioni con il produttore Billy Sherrill che rimasero inedite fino al 2014, quando videro la luce su etichetta Legacy Recordings pubblicate nell'album Out Among the Stars. Dopo una serie di ulteriori insuccessi nel periodo 1984-1985, Cash lasciò la Columbia per accasarsi alla Mercury Records, per la quale pubblicò l'album Johnny Cash Is Coming to Town senza però riscuotere particolari consensi.

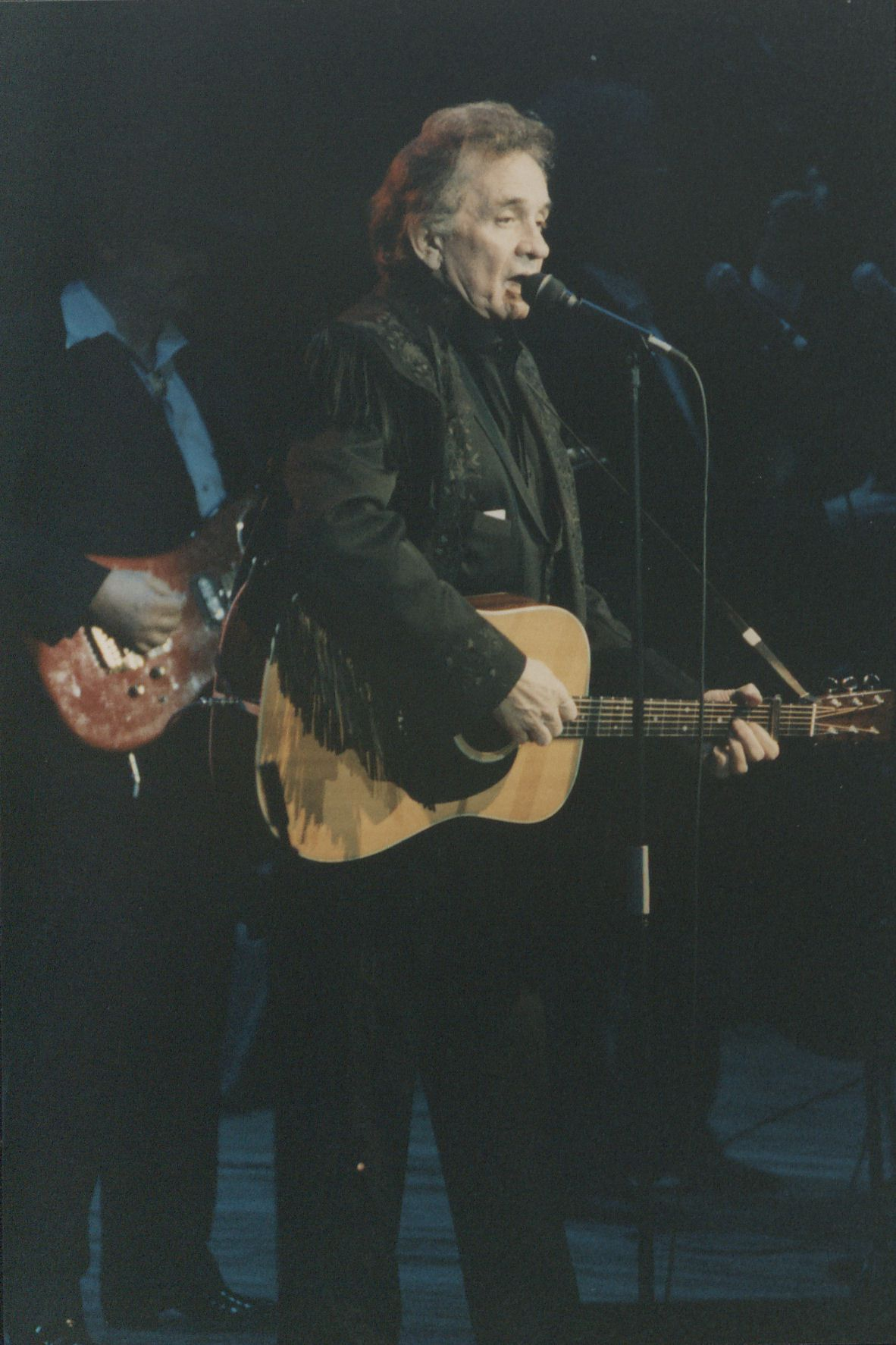
Johnny Cash in concerto nel 1993

A partire dal 1985 incide dischi e gira in tour con Waylon Jennings, Willie Nelson, e Kris Kristofferson nel supergruppo country The Highwaymen, pubblicando tre album (Highwayman nel 1985 che raggiunge il 1º posto nella classifica country, Highwayman 2 nel 1990, e The Road Goes on Forever nel 1995). Dei quattro membri del gruppo, Cash era l'unico a non essere texano.
Nel 1986, Cash fece ritorno negli studi della Sun Records a Memphis per incidere insieme a Roy Orbison, Jerry Lee Lewis, e Carl Perkins l'album nostalgico Class of '55.
Verso il finire del decennio, iniziarono per lui gravi problemi di salute. Il 16 maggio 1987, durante un concerto nell'Iowa, Cash fu costretto ad interrompere l'esibizione per problemi cardiaci, inizialmente imputati alla stanchezza. Nel dicembre 1988 venne ricoverato al Baptist Hospital di Nashville per sottoporsi ad un intervento di doppio bypass coronarico. Nel gennaio del 1990, a seguito dell'estrazione di un dente malato, subì un serio infortunio alla mandibola. Le ripetute operazioni per porre rimedio all'infortunio e il danno ai nervi della mandibola alterarono il suo aspetto. Il lato inferiore sinistro del volto apparve d'ora in poi permanentemente gonfio. Negli anni seguenti sarà afflitto anche da polmonite, diabete, peritonite, perdita parziale della vista, e da un imprecisato disturbo nervoso degenerativo (probabilmente una disautonomia) che lo porterà ad avere problemi motori costringendolo, nell'ultimissimo periodo di vita, su una sedia a rotelle.
Nel 1993 partecipa all'album Zooropa degli U2 dove canta il brano di chiusura del disco, The Wanderer, canzone che appare nel medesimo anno con un missaggio leggermente diverso anche sulla colonna sonora del film Così lontano così vicino di Wim Wenders.

### Resurrezione artistica: American Recordings

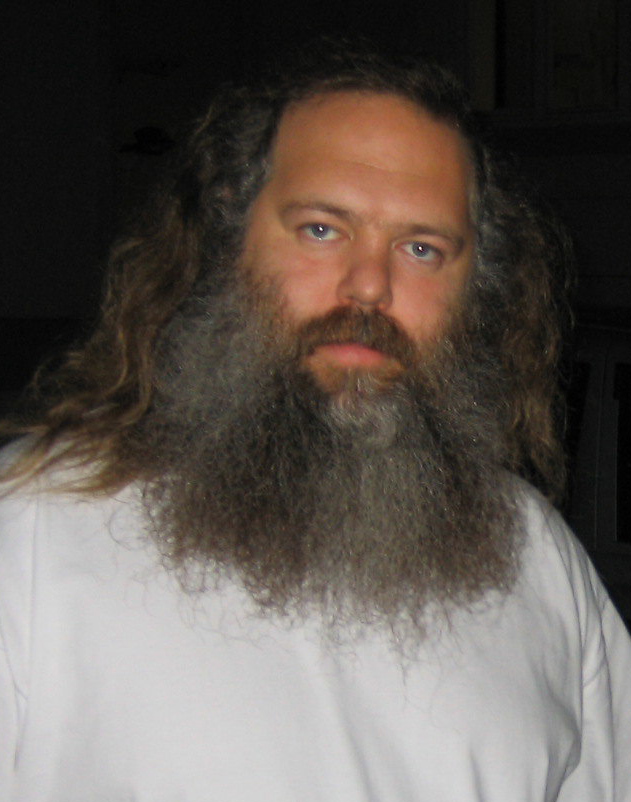
Il produttore discografico Rick Rubin, che "resuscitò" la carriera di Cash

Nel 1994, con il nuovo contratto con la American Recordings di Rick Rubin, avviene la resurrezione di Johnny Cash.
Rubin, da sempre suo grande ammiratore, introduce Cash a una nuova generazione di pubblico, rinverdendone la fama e sottolineando ai più giovani la sua statura artistica e di leggenda vivente. Il primo disco, American Recordings (1994), album prettamente acustico costituito da canzoni del suo repertorio e da reinterpretazioni di brani di artisti contemporanei scelti da Rubin, è accolto trionfalmente (e vinse il premio Grammy nella categoria Best Contemporary Folk Album), e così i seguenti Unchained (1998), American III: Solitary Man (2000) e American IV: The Man Comes Around (2002), il suo ultimo album, che esce quasi in contemporanea con un album-tributo che gli dedicano colleghi di tutte le generazioni. Sempre per la serie "American", usciranno poi postumi due album: American V: A Hundred Highways (2006) e American VI: Ain't No Grave (2010), contenenti le ultime registrazioni del grande cantautore, raccolte da Rubin.

### La morte a breve distanza da quella di June
Alla fine degli anni novanta, a Cash fu diagnosticato il morbo di Alzheimer, diagnosi poi modificata in sindrome di Shy-Drager nel 1997. Un'ultima disamina, quest'ultima corretta, escluse le sindromi precedenti e diagnosticò a Cash una disautonomia associata al diabete. La malattia costrinse Cash a ridurre i suoi tour e, nel 1998, fu ricoverato in ospedale a seguito di una grave polmonite.

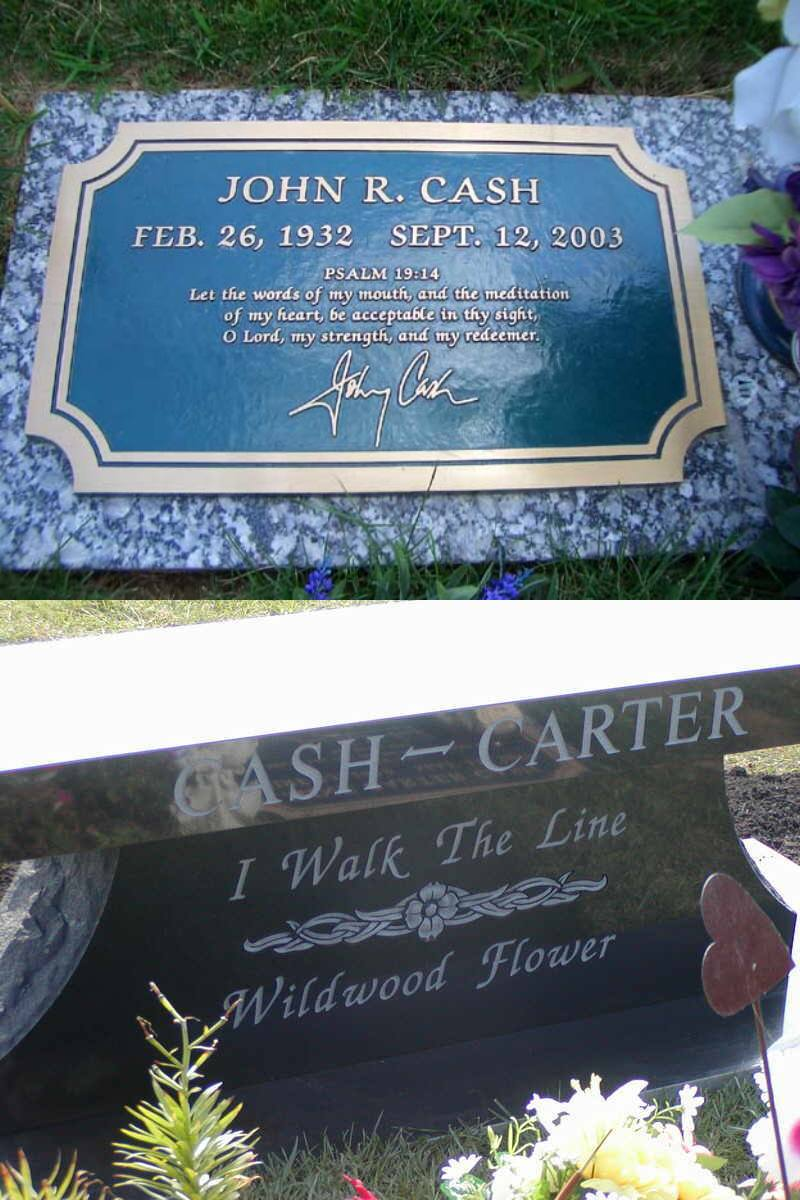
Tombe di Johnny Cash e June Carter

June Carter morì all'età di 73 anni. June aveva detto a Cash di continuare a lavorare, così egli continuò a registrare, completando 60 canzoni negli ultimi quattro mesi della sua vita. Si è anche esibito in sporadici spettacoli negli ultimi mesi della sua vita. L'ultimo suo concerto si svolse il 5 luglio 2003.
Le ultime registrazione mai realizzate da Cash furono effettuate il 21 agosto 2003 e consistevano in Engine 143 (brano apparso sull'album American V: A Hundred Highways 2006) e nella sua ultima canzone dal titolo Like the 309. Negli ultimi giorni di vita, Cash terminò di scrivere il brano My Lord Has Gone, che però non riuscì mai ad incidere in studio. Le parole sono state messe in musica e registrate per la prima volta dalla sorella di Cash, Joanne, che nel 2015 inserì il brano nell'album Breaking Down the Barriers.
Cash venne ricoverato nel Baptist Hospital di Nashville per complicazioni diabetiche, dove morì il 12 settembre alle ore 2:00 circa ora locale (CT) all'età di 71 anni.
Venne sepolto accanto alla moglie, June Carter, nel Jardines Hendersonville Memory a Hendersonville, nel Tennessee. Sulla sua lapide sono state incise le parole del Salmo 19:14: "Siano grate nel tuo cospetto le parole della mia bocca e la meditazione del mio cuore, o Eterno, mia rocca e mio redentore!".
(Bob Dylan, in un'intervista in seguito alla sua morte - 2003)

## Vita privata

### Matrimoni e figli

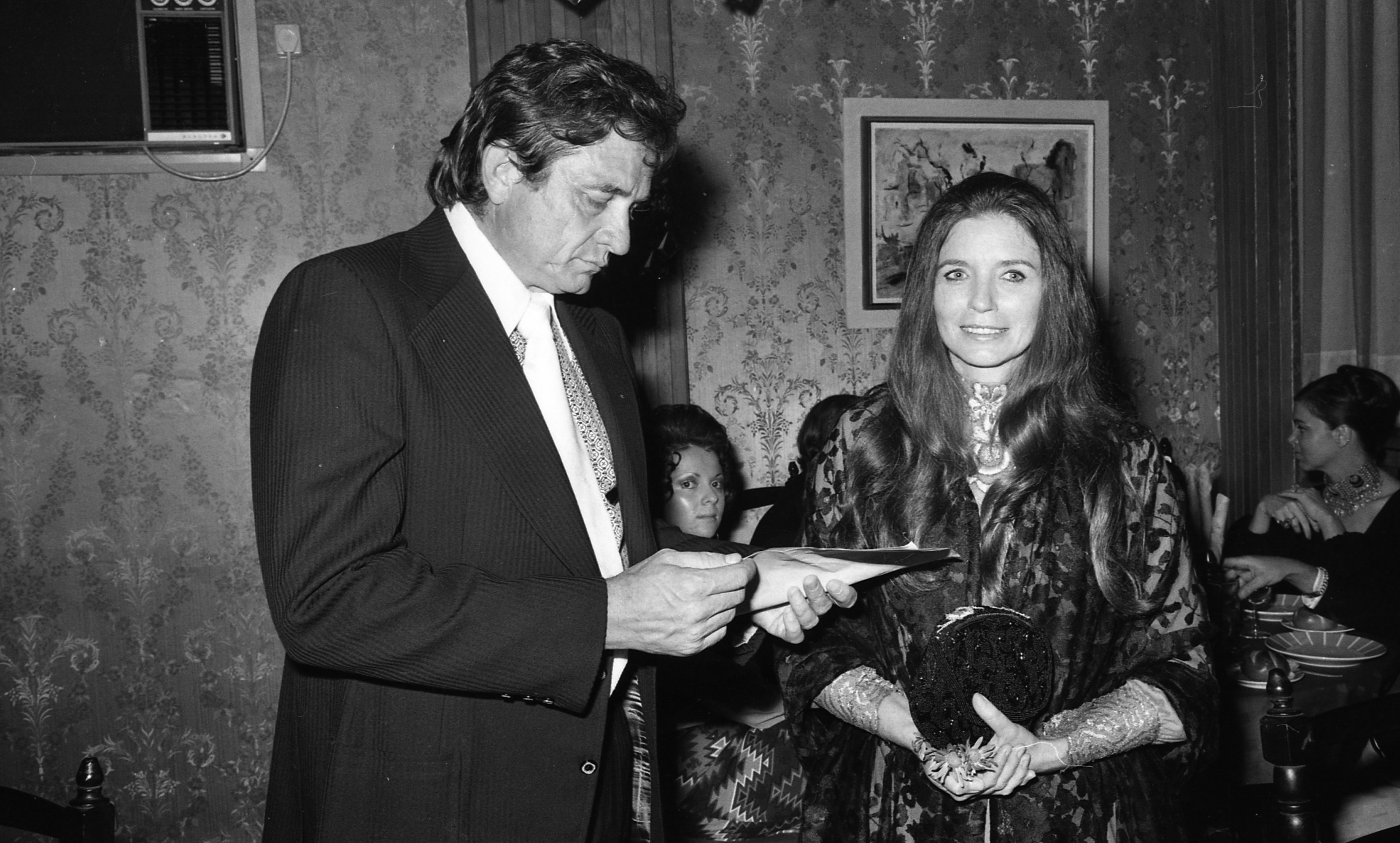
Johnny Cash e la moglie June Carter Cash nel 1971

Nel 1951 Cash incontrò la sudamericana diciassettenne Vivian Liberto a San Antonio, in Texas. Il 7 agosto 1954, un mese dopo il suo congedo, si sposarono in una chiesa cattolica di San Antonio. Durante la loro relazione ebbero quattro figlie: Rosanne, Kathy, Cindy e Tara. A causa dei suoi problemi legali e di alcol e droghe, Vivian chiese il divorzio nel 1966. Le loro quattro figlie sono state poi allevate e cresciute dalla madre. Cash, che era un uomo di valori famigliari e molto religioso, subì un tracollo a seguito del divorzio, anche perché era molto legato al fondamento religioso del matrimonio.
Cash ha successivamente incontrato la sua seconda moglie, June Carter (membra della famosa famiglia di musicisti detta "Carter Family"). La coppia si sposò il 1º marzo 1968 a Franklin, nel Kentucky. Hanno avuto un figlio insieme, John Carter Cash, nato il 3 marzo 1970.
Oltre ad avere le sue quattro figlie e John Carter, Cash è diventato anche patrigno di Carlene e Rosie, figlie di June dai suoi primi due matrimoni. Cash e Carter hanno continuato a lavorare, ad accudire i figli, a registrare musica e ad andare in tournée assieme per 35 anni fino alla morte di June nel maggio 2003. Durante il loro matrimonio, June ha aiutato John a restare lontano dalle droghe e dall'abuso di alcol.
Dopo la morte di June nel maggio 2003, Cash credeva che la sua unica ragione per vivere fosse registrare musica in studio; morì solo quattro mesi dopo sua moglie, alla quale era legato anche grazie ad una profonda fede religiosa che entrambi possedevano.

### Politica e visioni sociali

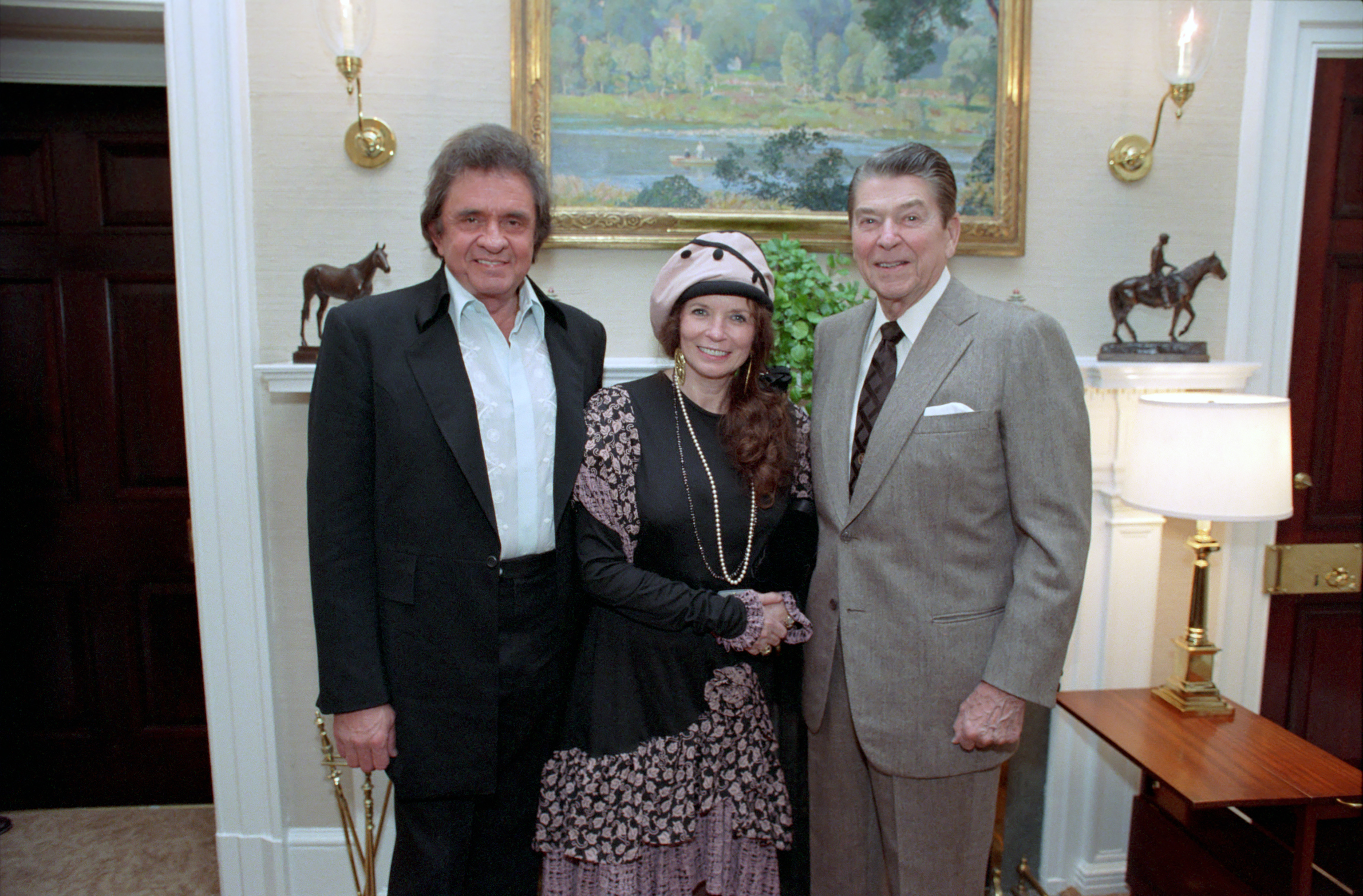
Johnny Cash, con la moglie June Carter, assieme al presidente degli Stati Uniti d'America, Ronald Reagan

#### Patriottismo
In più occasioni Cash ha dimostrato il suo interesse per la storia e la cultura degli Stati Uniti, dei quali cantava le problematiche sociali e culturali con una prospettiva sempre di speranza e fiducia per il futuro. Agli Stati Uniti Cash ha dedicato numerose registrazioni, tra le quali un intero album, America: A 200-Year Salute in Story and Song, e alcune canzoni, tra le quali Ragged Old Flag:
(Johnny Cash, introduzione della canzone Ragged Old Flag prima di eseguirla in concerto)

#### Rapporto con la controcultura degli anni '60
Cash godette di un grande successo nel corso degli anni sessanta, periodo nel quale era in forte espansione la controcultura del movimento degli hippy.

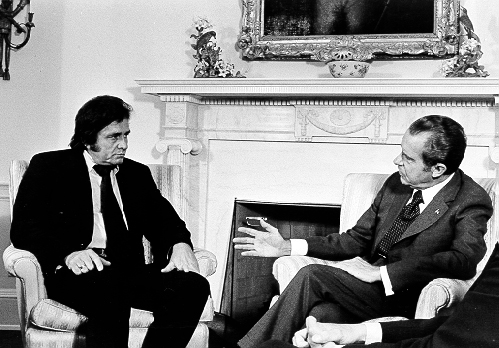
Johnny Cash in colloquio privato con Richard Nixon, all'epoca presidente degli Stati Uniti d'America

Il suo rapporto con questo tipo di attivismo sociale e politico è stato oggetto di numerosi scritti.
Le sue idee sono sempre state sfaccettate e di difficile interpretazione tanto da essere spesso oggetto di documentari o libri al riguardo; in ogni caso era stato apertamente in contrasto con le idee del movimento giovanile per quanto riguarda argomenti come l’uso smodato della droga, l’assenza di qualsiasi forma di individualismo, il completo disinteresse per la religione cristiana e l’abbandono dei valori familiari e tradizionali.
Allo stesso tempo Johnny Cash aveva opinioni in comune con gli hippy, come la posizione anti-guerra del Vietnam oppure la necessità di un dialogo intergenerazionale.
Nel corso degli anni, anche grazie alla sua immensa popolarità, Cash ha avuto la possibilità di incontrare vari presidenti degli Stati Uniti, due su tutti Ronald Reagan e Richard Nixon.

#### Attivismo per i nativi americani
Nel 1965, Cash e June Carter apparvero allo show televisivo di Pete Seeger, Rainbow Quest, nel quale spiegarono il loro attivismo a favore dei Nativi americani:
La Columbia, etichetta con la quale Cash era sotto contratto, si era opposta all'idea di includere tale brano nel prossimo album dell'artista, considerandolo "troppo radicale per il pubblico". Il fatto che Cash cantasse canzoni sulla tragedia del popolo nativo americano e sulla violenza contro di esso contrastava vivamente con l'ambiente mainstream della musica country degli anni cinquanta.
Nel 1964, grazie al successo riscosso dal precedente album I Walk The Line, Cash poté finalmente permettersi di registrare e pubblicare l'album Bitter Tears: Ballads of the American Indian.
Il disco contiene canzoni che parlano di varie tribù indiane, e delle violenze commesse contro di esse dai conquistatori bianchi: Pima (The Ballad of Ira Hayes), Navajo (Navajo), Apache (Apache Tears), Lakota (Big Foot), Seneca (As Long as the Grass Shall Grow), e Cherokee (Talking Leaves). Cash scrisse tre delle canzoni da solo ed una insieme a Johnny Horton, ma la maggior parte delle canzoni di protesta furono composte dall'artista folk Peter La Farge (figlio dell'attivista e premio Pulitzer Oliver La Farge), che aveva conosciuto a New York negli anni sessanta. Il singolo estratto dall'album, The Ballad of Ira Hayes, non venne trasmesso dalle stazioni radio "di destra" e la casa discografica non fece nessuna promozione al disco data la natura "contestataria" del brano.
In risposta a questa sorta di boicottaggio, il 22 agosto 1964, il cantante pubblicò una lettera aperta su Billboard Magazine, definendo l'industria discografica "codarda":
Cash si occupò personalmente della promozione del singolo ed utilizzò la sua influenza personale presso i vari disc jockey così da permettere alla canzone di raggiungere la seconda posizione nella classifica del country.
In seguito, anche al The Johnny Cash Show, continuò a raccontare storie sull'oppressione dei nativi americani, attraverso canzoni e filmati.
Nel 1966, a conferma suo attivismo dalla parte dei nativi, il cantante divenne membro onorario della Nazione Seneca. Nel 1968 tenne un concerto nella riserva indiana Rosebud, posta nei pressi del luogo storico del massacro di Wounded Knee, al fine di raccogliere fondi per la costruzione di una scuola.

## Religiosità

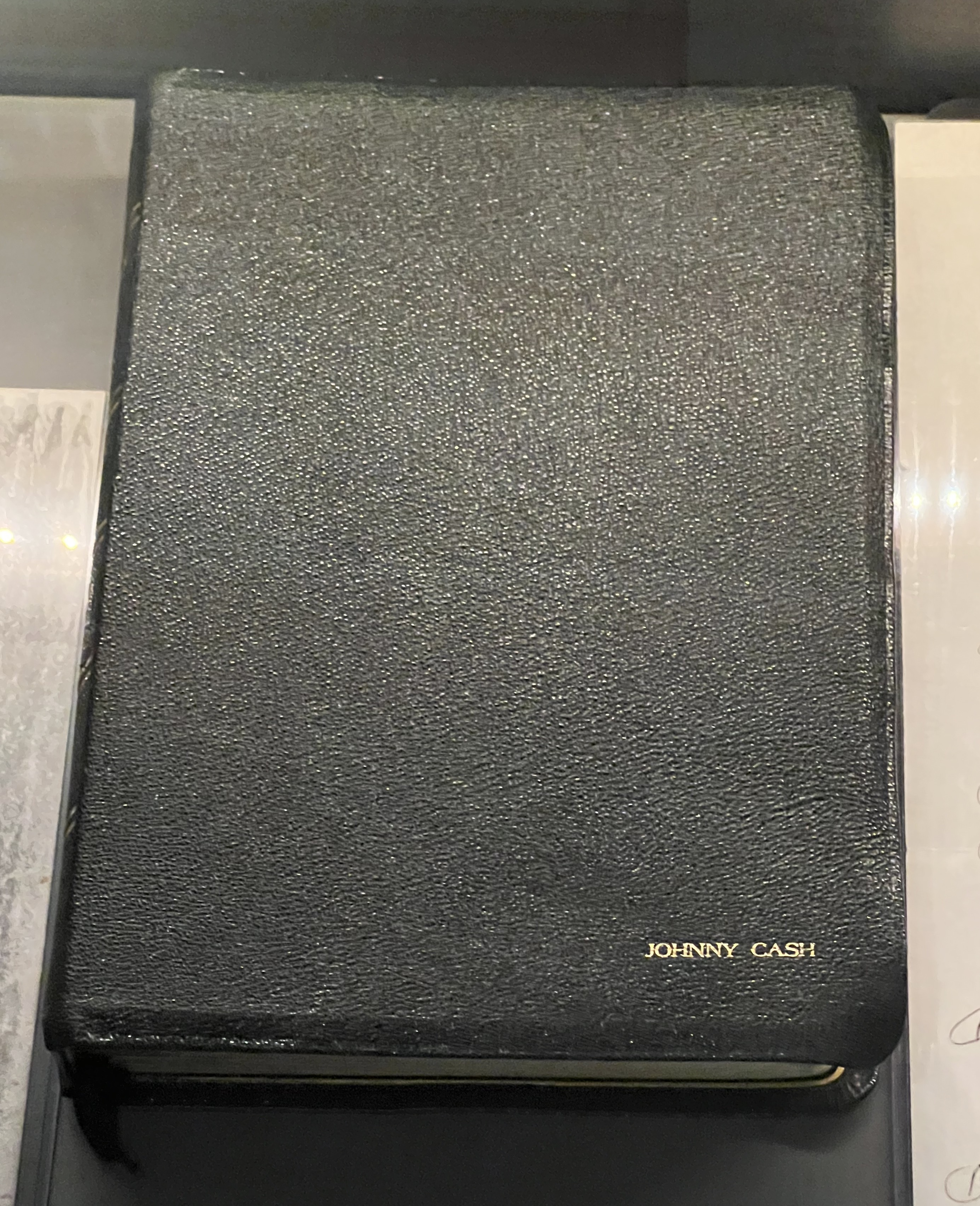
Bibbia di Johnny Cash, conservata nel Johnny Cash Museum

Cash venne cresciuto dai genitori secondo la fede cristiana battista della Southern Baptist Convention. Fu battezzato nel 1944 nel fiume Tyronza come membro della Central Baptist Church di Dyess, Arkansas.
Egli era amico intimo del noto predicatore Billy Graham, con il quale trascorse molto tempo e che egli considerava una guida spirituale. Cash si esibì in decine di "crociate" (raduni cristiani) di Graham.
Problematico, travagliato, ma devoto cristiano, Cash è stato definito una sorta di "lente di ingrandimento attraverso la quale osservare le contraddizioni e le sfide della nazione americana". Studioso di testi biblici, nel 1986 scrisse un romanzo cristiano intitolato L'uomo in Bianco (The Man in White) sulla vita di san Paolo, e nell'introduzione dello stesso riportò l'aneddoto a proposito di un giornalista che, interessato alle sue credenze religiose, gli aveva chiesto se il romanzo era scritto dal punto di vista di un battista, di un cattolico, o di un ebreo. Cash si rifiutò di rispondere al quesito affermando: «Sono cristiano. Non mi mettere in altre categorie».

Nonostante le sue profonde credenze religiose, Cash non fu però mai considerato un bigotto reazionario; nel corso di un'intervista disse di se stesso: 
(Johnny Cash)
Nel 1973 Johnny Cash fu autore della sceneggiatura di una pellicola rappresentante la vita del personaggio storico di Gesù, intitolata Gospel Road: A Story Of Jesus. Una volta Johnny Cash dichiarò di ritenersi "il più grande peccatore di tutti, un uomo sopravvalutato e pieno di contraddizioni". Prese l'abitudine di vestirsi sempre di nero perché suonando assiduamente in chiesa, lo riteneva il colore più adatto.
(Johnny Cash, dal testo della canzone Man in Black)
Nel 1977 si laureò in teologia presso la Scuola Cristiana Internazionale di Teologia e fu consacrato "Ministro di culto". A Cash viene attribuita la conversione al Cristianesimo dell'attore e cantante John Schneider. Nel 1990 Cash registra Johnny Cash Reads The Complete New Testament, un disco dalla durata di 19 ore nel quale legge interamente il Nuovo Testamento.

## Stile musicale

### Stile e profilo vocale
the gravity and humour from country music, 
(Bruce Springsteen, in un'intervista del 1997)
Johnny Cash è da sempre considerato una icona della musica country, ma il suo orizzonte musicale comprendeva una serie di altri generi musicali tra i quali talking blues, folk, gospel, rockabilly, americana e rythm and blues. Le composizioni di Cash, soprattutto nella parte iniziale della sua carriera, erano caratterizzate da una base musicale “scoppiettante” e con un forte senso ritmico e di movimento.
Nonostante non sia ricordato come un chitarrista molto tecnico, a Johnny Cash va riconosciuta (soprattutto nei primi anni di carriera) la capacità di aver reso la chitarra uno strumento molto ritmico e di essere riuscito a creare attraverso questo stile un'atmosfera ideale per le sue canzoni.
La voce di Cash era nota per la sua profondità e riconoscibilità; era infatti dotato di una voce da baritono-basso molto adatta ai testi che era solito mettere in musica. La critica musicale, oltre ai fan stessi, hanno spesso descritto la profonda voce di Cash come la base ideale da cui partire per raccontare le storie che era solito incidere, spesso riguardanti temi cupi e di afflizione.

### Tematiche
Le storie che raccontava nei suoi brani, erano spesso incentrate su personaggi emarginati (come poveri, contadini e criminali); non era raro però che affrontasse anche tematiche sociali come guerra e patriottismo.
(Johnny Cash, riguardo alla vita dopo la morte)
Con il passare degli anni, le tematiche di Cash si sono distaccate dai canoni delle storie d'amore e sono diventate sempre di più l'emblema della sua religiosità e della necessità di un riscatto dall'afflizione morale, soprattutto verso gli ultimi anni di carriera. Canzoni come Hurt o God's Gonna Cut You Down (nonostante siano cover) esemplificano questa ricerca interiore di una redenzione spirituale.
Cash era anche un prolifico e instancabile artista gospel tant'è che i suoi ultimi dischi contengono in gran parte musica di ispirazione cristiana. I gospel che cantava erano sia cover sia brani scritti da lui stesso; le varie canzoni, nonostante il genere che le accomunasse, avevano spesso un carattere tematico differente: talune erano degli standard del genere (come In The Garden, tra le altre), alcune erano tratte da testi biblici (come The Fourth Man in The Fire e When the Man comes Around) mentre altre ancora erano canzoni che trattavano la cristianità vista da una prospettiva più generale (come If I Give My Soul).
Nell'ultima parte della sua carriera, quando era sotto contratto con la American Recordings, Cash ottenne un ampio successo commerciale grazie a varie reinterpretazioni di brani di artisti rock contemporanei, come Personal Jesus dei Depeche Mode, Rusty Cage dei Soundgarden e One degli U2.

Nonostante la sia immagine austera, egli incise anche alcuni pezzi dal taglio umoristico come One Piece at a Time, A Boy Named Sue, The Chicken in Black, My Old Kentucky Home e numerosi altri.

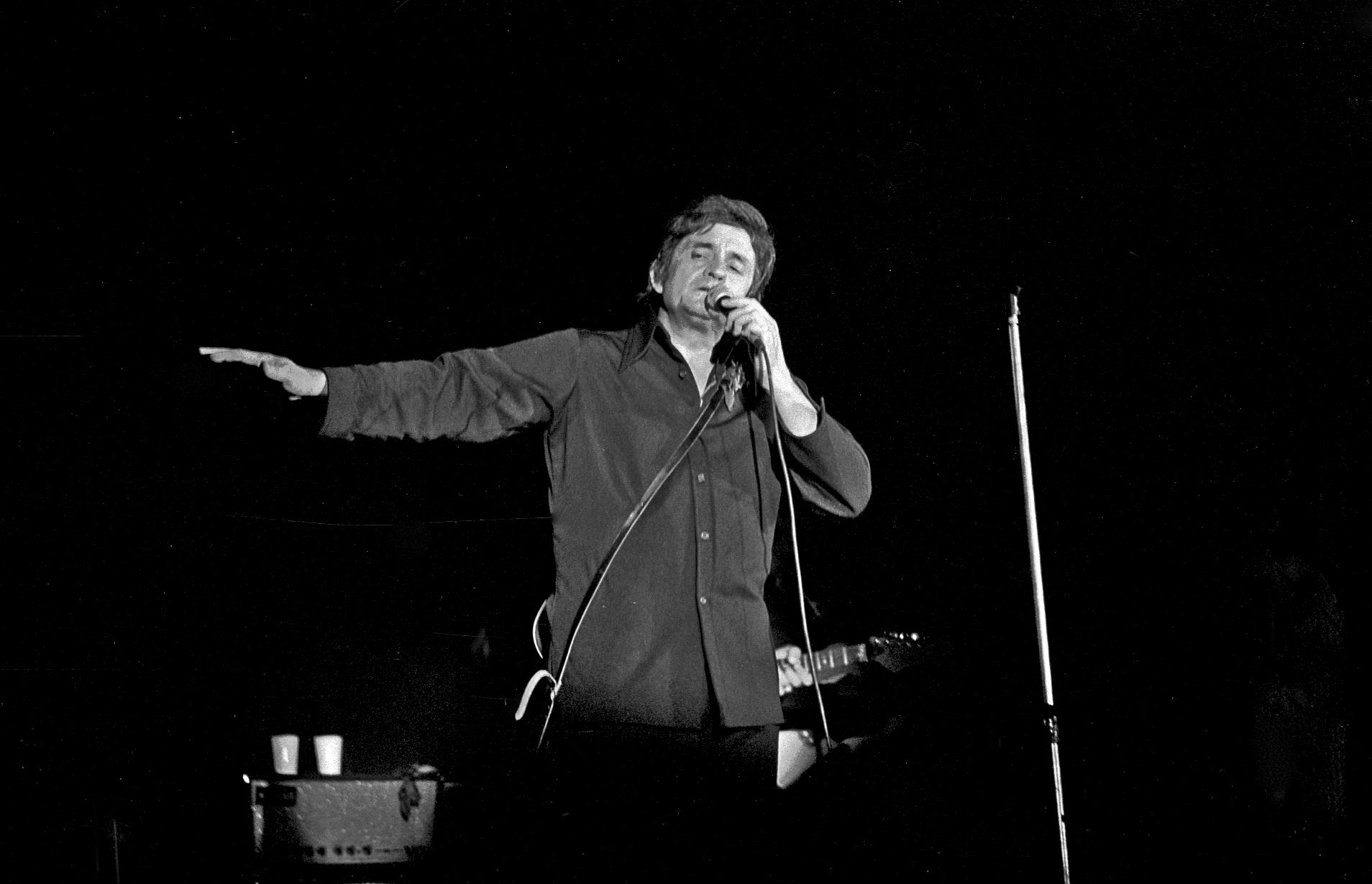
Johnny Cash in concerto nel settembre del 1972

### Concerti
Tradizionalmente iniziava i concerti con la semplice frase: «Hello, I'm Johnny Cash» ("Ciao, sono Johnny Cash") seguita dall'esecuzione di Folsom Prison Blues.
Cash era famoso per le sue esibizioni nelle carceri, alcune delle quali furono registrate e diventarono dei veri e propri album dal vivo (come Live at San Quentin del 1969). Durante le sue performance era accompagnato, soprattutto nella prima fesa della carriera, dal gruppo The Tennessee Three.
Egli era solito suonare diverse canzoni a tema sacro e vari tipi di gospel durante i suoi live.

## Discografia
In quasi 50 anni di carriera musicale, Cash ha inciso oltre 1500 brani, dei quali la maggior parte scritti da lui, e ha pubblicato tra album in studio, raccolte e album dal vivo oltre 190 album

### Album in studio solisti
Johnny Cash ha pubblicato 60 album in studio da solista
- 1957 – Johnny Cash with His Hot and Blue Guitar! (Sun Records)
- 1958 –The Fabulous Johnny Cash (Sun Records)
- 1959 – Hymns by Johnny Cash (Columbia Records)
- 1959 – Songs of Our Soil (Columbia Records)
- 1960 – Now, There Was a Song! (Columbia Records)
- 1960 – Ride This Train (Columbia Records)
- 1962 – Hymns from the Heart (Columbia Records)
- 1962 – The Sound of Johnny Cash (Columbia Records)
- 1963 – Blood, Sweat and Tears (Columbia Records)
- 1963 – The Christmas Spirit (Columbia Records)
- 1964 – I Walk the Line (Columbia Records)
- 1964 – Bitter Tears: Ballads of the American Indian (Columbia Records)
- 1965 – Orange Blossom Special (Columbia Records)
- 1965 – Sings the Ballads of the True West (Columbia Records)
- 1966 – Everybody Loves a Nut (Columbia Records)
- 1966 – Happyness is You (Columbia Records)
- 1968 – From Sea to Shining Sea (Columbia Records)
- 1969 – The Holy Land (Columbia Records)
- 1970 – Hello, I'm Johnny Cash (Columbia Records)
- 1971 – Man in Black (Columbia Records)
- 1972 – A Thing Called Love (Columbia Records)
- 1972 – America: A 200-Year Salute in Story and Song (Columbia Records)
- 1972 – The Johnny Cash Family Christmas (Columbia Records)
- 1973 – Any Old Wind That Blows (Columbia Records)
- 1974 – Ragged Old Flag (Columbia Records)
- 1974 – The Junkie and the Juicehead Minus Me (Columbia Records)
- 1975 – The Johnny Cash Children's Album (Columbia Records)
- 1975 – Sings Precious Memories (Columbia Records)
- 1975 – John R. Cash (Columbia Records)
- 1975 – Look at Them Beans (Columbia Records)
- 1976 – One Piece at a Time (Columbia Records)
- 1976 – The Last Gunfighter Ballad (Columbia Records)
- 1977 – The Rambler (Columbia Records)
- 1978 – I Would Like To See You Again (Columbia Records)
- 1978 – Gone Girl (Columbia Records)
- 1979 – Silver (Columbia Records)
- 1979 – A Believer Sings the Truth
- 1979 – Sings with the BC Goodpasture Christian School
- 1980 – Rockabilly Blues (Columbia Records)
- 1980 – Classic Christmas (Columbia Records)
- 1981 – The Baron (Columbia Records)
- 1982 – The Adventures of Johnny Cash (Columbia Records)
- 1983 – Johnny 99 (Columbia Records)
- 1986 – Rainbow (Columbia Records)
- 1986 – Believe in Him (Word Records)
- 1987 – Johnny Cash Is Coming to Town (Mercury Records)
- 1988 –Classic Cash: Hall of Fame Series (Mercury Records)
- 1988 – Water from the Wells of Home (Mercury Records)
- 1989 – Boom Chicka Boom (Mercury Records)
- 1991 – The Mystery of Life (Mercury Records)
- 1991 – Country Christmas (Delta Records)
- 1994 – American Recordings (American Recordings)
- 1996 – Unchained (American Recordings)
- 2000 – American III: Solitary Man (American Recordings)
- 2002 – American IV: The Man Comes Around (American Recordings)
- 2004 – My Mother's Hymn Book  (American Recordings)
- 2006 – American V: A Hundred Highways (American Recordings)
- 2010 – American VI: Ain't No Grave (American Recordings)
- 2014 – Out Among the Stars (Legacy Recordings)
- 2024 - Songwriter

### Album in studio in collaborazione
Nella sua carriera Johnny Cash ha pubblicato 8 album in studio in collaborazione

#### Con gli Highwayman
- 1985 –Highwayman
- 1990 – Highwayman 2
- 1996 –The Road Goes On Forever

#### Con altri artisti
- 1964 – Keep on the Sunny Side (con la Carter Family)
- 1967 – Carryin' On with Johnny Cash and June Carter (con June Carter)
- 1973 – Johnny Cash and His Woman (con June Carter)
- 1986 – Heroes (con Waylon Jennings)
- 1986 – Class of '55: Memphis Rock and Roll Homecoming (con Carl Perkins, Jerry Lee Lewis e Roy Orbison)

### Album dal vivo
- 1968 – At Folsom Prison
- 1969 – At San Quentin
- 1970 – The Johnny Cash Show
- 1973 – På Österåker
- 1976 – Strawberry Cake
- 1982 – The Survivors (con Jerry Lee Lewis and Carl Perkins)[59]
- 1983– Koncert v Praze (In Prague-Live)
- 1993 – Live in Ireland
- 1998 – VH1 Storytellers: Johnny Cash & Willie Nelson (con Willie Nelson)
- 2002 – At Madison Square Garden[60]
- 2003 – A Concert Behind Prison Walls
- 2005 – Live from Austin, TX
- 2007 – The Great Lost Performance - Live at the Paramount Theatre, Asbury Park, New Jersey[61]
- 2015 – Man in Black: Johnny Cash Live in Denmark 1971[62]
- 2020 – A Night to Remember
- 2021 – Bear's Sonic Journals: At the Carousel Ballroom, 24 aprile 1968

### Colonne sonore
- 1970 - I Walk the Line
- 1971 - Little Fauss and Big Halsy
- 1973 - The Gospel Road
- 2000 - Return to the Promised Land (con June Carter)

### Raccolte
Negli anni sono state pubblicate oltre 100 raccolte ufficiali di Johnny Cash, molte delle quali uscite postume; la lista completa è presente nella discografia di Johnny Cash.

## Johnny Cash e la scrittura
Nella sua vita Cash fu, oltre che poeta e cantautore, anche scrittore.
Oltre alle sue due autobiografie, "Man in Black: His Own Story in His Own Words" (1975)  e "Cash: The Autobiography" (1997); Cash fu anche autore del un romanzo "L'uomo in Bianco" (in inglese: "Man in White"). Quest'ultimo libro, pubblicato nel 1986, narra le vicende biografiche di Paolo di Tarso e le analizza accuratamente sfruttando gli studi biblici realizzati dallo stesso Cash.

## Johnny Cash e la poesia

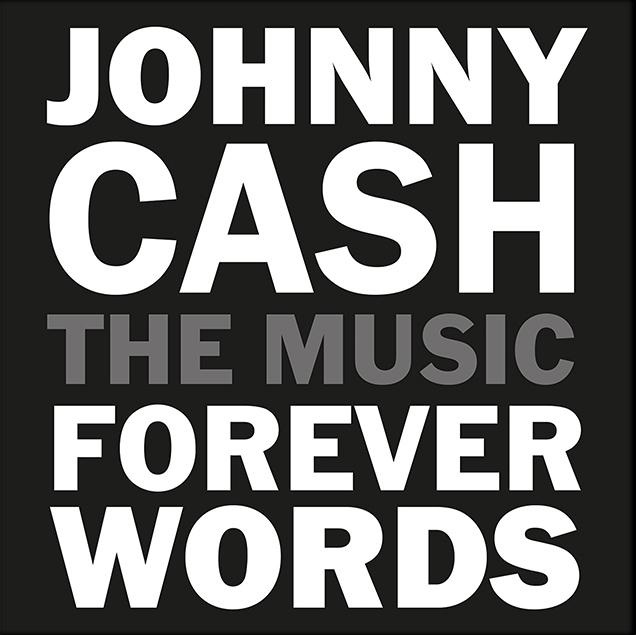
Copertina della raccolta di poesie Forever Words: The Unknown Poems del 2016

La poesia è sempre stata una parte importante nella vita di Cash; oltre a molti testi che sono entrati nell'immaginario collettivo e si sono radicati nella cultura statunitense che vengono spesso considerati dei veri e propri capolavori letterari, egli ha anche composto poesie senza musica fin dalla gioventù.
Nel novembre del 2016 è uscito un libro che raccoglieva 41 poesie inedite dell'artista dal titolo Forever Words: The Unknown Poems.
Like the flowers that I cherish/
Nothing remaining of my name/
Come i fiori che amo/
Niente rimarrà del mio nome/
Niente della mia fama»
(Johnny Cash, dalla poesia Forever)

## La House of Cash, il museo e gli eventi postumi

### House of Cash
La casa dei Cash/Carter a Hendersonville (sul lago Old Hickory, 30 km a nord-est di Nashville) fu costruita su tre piani nel 1967 in legno, pietra e mattoni rossi da Braxton Dixon. I Cash vi abitarono dal 1968. La dimora - i cui interni compaiono anche nell'ultimo video, Hurt (premiato postumo nel 2004 con il Grammy Award), in cui Cash esegue la canzone dei Nine Inch Nails - è andata distrutta in un incendio il 10 aprile 2007 mentre erano in corso gli ultimi lavori di ristrutturazione.
L'anno prima dell'incendio, nel 2006, l'abitazione era stata acquistata da Barry Gibb, leader del gruppo dei Bee Gees, che si era detto impegnato a conservarla in onore del cantante country.

### Altre abitazioni
Johnny e June Carter possedevano anche una casa in Giamaica e una terza in Tennessee, ma consideravano quella di Hendersonville la loro dimora principale, celebrata anche dalla figlia di Cash, Rosanne Cash, nella canzone House on the Lake dell'LP Black Cadillac.

### Eventi postumi

#### Il film biografico
Nel novembre 2005 debutta nelle sale cinematografiche statunitensi Quando l'amore brucia l'anima (Walk the Line), film su Cash interpretato da Joaquin Phoenix, diretto da James Mangold e con Reese Witherspoon nella parte di June Carter, che riceverà il premio Oscar (Academy Award) come miglior attrice protagonista 2006.

#### L'incendio della casa "storica" e il nuovo museo
Nel 2007 la storica abitazione dei Cash, venne distrutta da un incendio durante dei lavori di ristrutturazione. La "House of Cash", così si chiamava l'abitazione, fungeva anche da museo personale di Johnny. Nel 2013 venne fondato a Nashville un nuovo museo in suo onore, uno dei museo musicali più noti e visiti al mondo, il cosiddetto Johnny Cash Museum.

## Onorificenze e premi

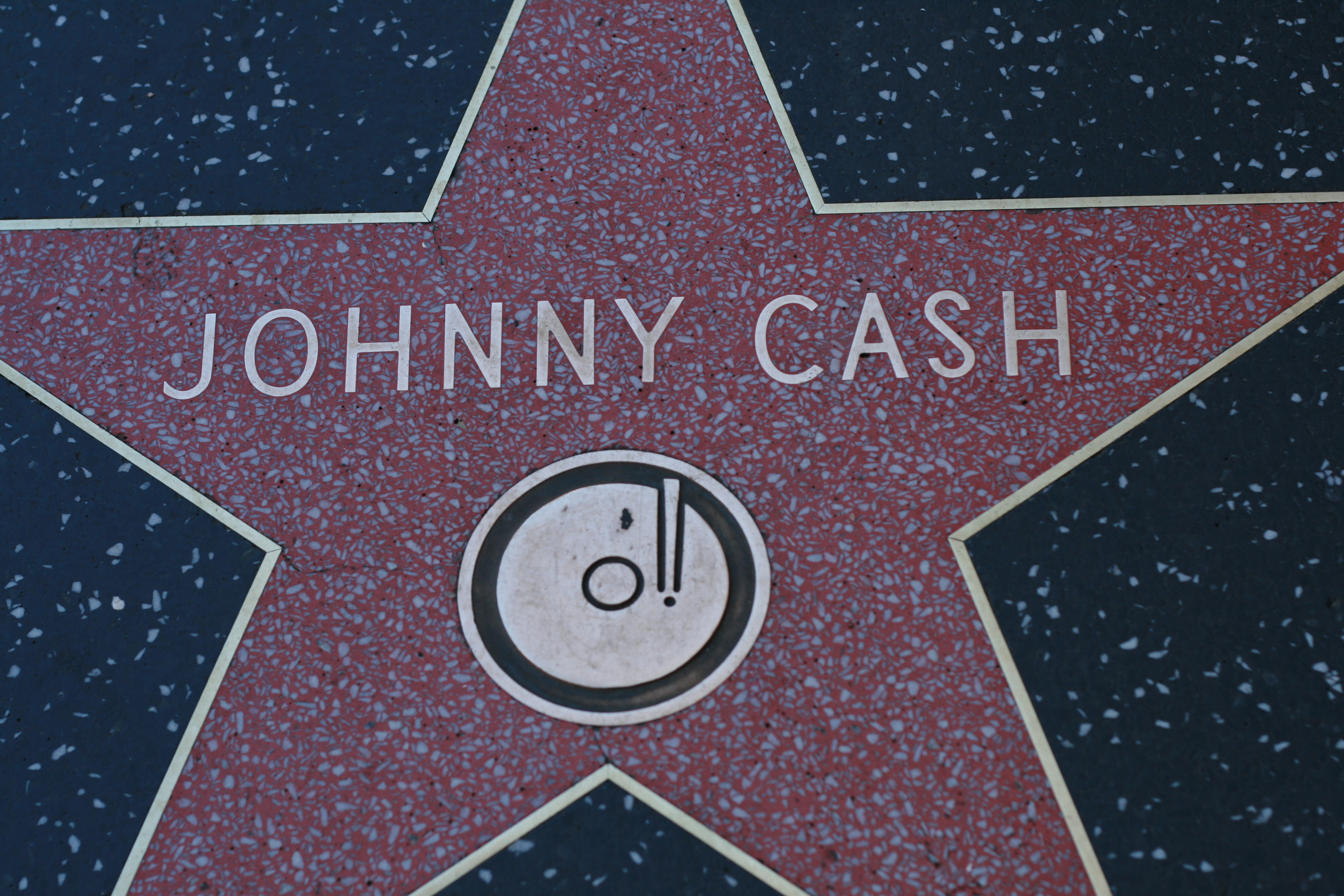
Stella di Johnny Cash sulla Hollywood Walk of Fame

### Premi
Grammy Awards
Nella sua vita, Cash ha ricevuto 13 Grammy Awards:
- 1968 Best Country & Western Performance, Duet, Trio Or Group (con June Carter Cash) – "Jackson"
- 1969 Best Album Notes – "At Folsom Prison"
- 1969 Best Country Vocal Performance, Male – "Folsom Prison Blues"
- 1970 Best Album Notes – "Nashville Skyline"
- 1970 Best Country Vocal Performance, Male – "A Boy Named Sue"
- 1971 Best Country Performance by a Duo or Group with Vocal (con June Carter Cash) – "If I Were A Carpenter"
- 1987 Best Spoken Word or Non-musical Album (con Carl Perkins, Chips Moman, Jerry Lee Lewis, Ricky Nelson, Roy Orbison e Sam Philips – "Interviews from the Class of '55 Recording Sessions"
- 1995 Best Contemporary Folk Album – "American Recordings"
- 1998 Best Country Album – "Unchained"
- 1998 Grammy Hall of Fame Award – "I Walk The Line"
- 1998 Grammy Hall of Fame Award – "Ring of Fire"
- 1999 Grammy Lifetime Achievement Award
- 2001 Best Male Country Vocal Performance – "Solitary Man"
- 2002 Best Country Album – Awarded to various artists for contributions to Timeless, a Hank Williams Tribute album.
- 2003 Best Male Country Vocal Performance – "Give My Love To Rose"
- 2004 Best Country Album –  Livin', Lovin', Losin': Songs of the Louvin Brothers.
- 2004 Best Short Form Video – "Hurt"
- 2008 Best Short Form Video – "God's Gonna Cut You Down"

Country Music Association
- 1968 Album dell'anno – "At Folsom Prison"
- 1969 Album dell'anno – "At San Quentin"
- 1969 Intrattenitore dell'anno
- 1969 Cantante dell'anno
- 1969 Singolo dell'anno – "A Boy Named Sue"
- 1969 Gruppo vocale dell'anno (con June Carter Cash)
- 2003 Album dell'anno – "American IV: The Man Comes Around"
- 2003 Singolo dell'anno – "Hurt"
- 2003 Video musicale dell'anno – "Hurt"

Country Music Hall of Fame and Museum
- inserito nel 1980

Cheyenne Frontier Days Old West Museum
- inserito nel 2003

Gospel Music Hall of Fame
- inserito nel 2011

Memphis Music Hall of Fame
- inserito nel 2013

Nashville Songwriters Hall of Fame
- inserito nel 1977

Rockabilly Hall of Fame
- 115° ad essere inserito

Rock and Roll Hall of Fame
- inserito nel 1992

Hollywood Walk of Fame
- inserito l'8 febbraio 1960

## Filmografia

### Cinema
- Five Minutes to Live, regia di Bill Karn (1961)
- The Road to Nashville, regia di Will Zens (1967)
- Quattro tocchi di campana (A Gunfight), regia di Lamont Johnson (1971)
- The Gospel Road, regia di Robert Elfstrom (1974)
- Una vera amicizia (Thaddeus Rose and Eddie), regia di Jack Starrett (1978)
- Murder in Coweta County, regia di Gary Nelson (1983, film TV)
- Kairei, regia di Masahisa Sadanaga (1983)
- Gli ultimi giorni di Frank e Jesse James (The Last Days of Frank and Jesse James), regia di William A. Graham (1986)
- Quando l'amore brucia l'anima (2005)

### Televisione (parziale)
- Colombo (Columbo) – serie TV, episodio 3x07 (1974)
- La casa nella prateria (Little House on the Prairie) – serie TV, episodio 3x01 (1976)
- L'orgoglio di Jesse Hallam (The Pride of Jesse Hallam), regia di Gary Nelson – film TV (1981)
- La signora del West (Dr. Quinn, Medicine Woman) – serie TV, episodi 1x05-2x05-3x09-5x16 (1993-1997)
- Renegade – serie TV, episodio 4x22 (1996)
- I Simpson (The Simpsons) – serie TV, episodio 8x09 (1997)

## Doppiatori italiani
Nelle versioni in italiano delle opere in cui ha recitato, Johnny Cash è stato doppiato da:
- Rino Bolognesi in Quattro tocchi di campana
- Pietro Biondi in Colombo[67]
- Ettore Conti in La casa nella prateria[68]
- Franco Zucca in Davy Crockett[69]
- Silvano Piccardi in La signora del West[70]
- Claudio Sorrentino in Renegade

Da doppiatore è sostituito da:
- Gerolamo Alchieri ne I Simpson[71]

## Riferimenti in altri media
- Il nome Johnny Cash viene citato nel film Apollo 13.
- Nella serie Stargate Atlantis il protagonista della serie, John Sheppard, ha un poster di Cash nella propria stanza nella città di Atlantide.
- Il 5 giugno 2013 venne messo in vendita un francobollo in edizione limitata con l'effige di Johnny Cash. Il francobollo mostra una foto promozionale di Cash risalente al 1963 scattata in occasione della pubblicazione dell'album Ring of Fire: The Best of Johnny Cash.
- Fu utilizzata la versione di Cash del brano Ain't No Grave per la promo dell'incontro tra The Undertaker e Triple H a WrestleMania XXVII.[72]
- Nel 2015, una nuova specie di tarantola nera venne identificata nei pressi della prigione di Folsom, e fu denominata Aphonopelma johnnycashi in suo onore.
- Nel 2013 viene citato nella serie TV gallese Hinterland (Y Gwyll). Nel corso della prima puntata il detective Tom Mathias, giunto sulla scena di un crimine vede un uomo vestito con un lungo cappotto nero e chiede a un suo collaboratore: "Who's Johnny Cash?".
- Nella serie videoludica The Last of Us, i protagonisti cantano Wayfaring Stranger.
- Il gruppo rock italiano The Sun ha dedicato una canzone a Johnny Cash nell'album Cuore aperto 2015.

## Altri lavori
- Man in Black: His Own Story in His Own Words, Zondervan, 1975; ISBN 99924-31-58-X
- Man in White, a novel about the Apostle Paul, HarperCollins, 1986; ISBN 0-06-250132-1
- Cash: The Autobiography, with Patrick Carr, HarperCollins, 1997; ISBN 978-0-06-101357-7
- Johnny Cash Reads the New Testament, Thomas Nelson, 2011; ISBN 978-1-4185-4883-4
- Recollections by Johnny Cash, edited by daughter Tara, 2014; ISBN 978-0-930677-03-9
- The Man Who Carried Cash: Saul Holiff, Johnny Cash, and the Making of an American Icon by Julie Chadwick, Dundurn Press, 2017; ISBN 978-1-459737-23-5